# Coleoxestia vittata
Coleoxestia vittata là một loài bọ cánh cứng trong họ Cerambycidae.